# ヘイリー・ターナー

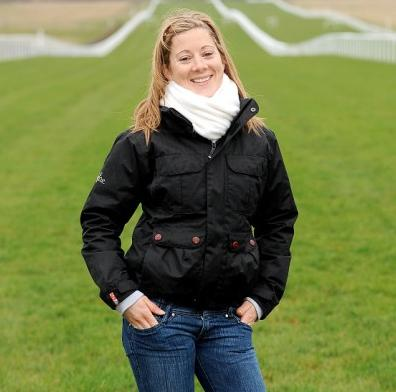
ヘイリー・ターナー

ヘイリー・ターナー（Hayley Turner、1983年1月3日 - ）は、イギリス・ノッティンガムシャー出身のイギリス平地競走の女性騎手である。2012年のイギリスダービーに16年ぶり2人目の女性騎手として騎乗した（Cavaleiro 9着）。

## 経歴
- 2000年、騎手デビュー。
- 2005年、チャンピオン見習い騎手。
- 2006年、シャーガーカップ初出場、以降2012年まで連続出場（2008 - 2010年はイギリス選抜キャプテン）。
- 2008年、イギリス女性騎手初の年間100勝達成。
- 2011年
  - ジュライカップ、ナンソープステークスとG1競走を年間2勝。
  - ジャガー・アカデミー・オブ・スポーツ（ジャガー社主催）の2011年“感動を与えた女性スポーツ選手”に選ばれる[2]。
- 2015年
  - ワールドオールスタージョッキーズ初出場、JRA初勝利をあげる[3][4]。
  - 11月7日の騎乗を最後に現役を引退した[5]。
- 2017年
  - フランスを拠点に現役復帰した[6]。
- 2025年
  - 二度目の現役引退と妊娠を発表した[7]。

## 主な騎乗馬
- Dream Ahead（2011年ジュライカップ優勝）
- Margot Did（2011年ナンソープステークス優勝）